# Médaille commémorative de la campagne de Chine
La médaille commémorative de la campagne de Chine (en italien : Medaglia commemorativa della campagna in Cina) est une médaille décernée par le royaume d'Italie par le décret royal n° 338 du 23 juin 1901 pour récompenser les soldats de la Regia Marina qui avaient opéré dans les mers de Chine ou qui avaient débarqué en territoire chinois, les troupes du Regio Esercito qui avaient constitué le corps expéditionnaire italien en Chine, les civils attachés aux troupes ou qui avaient contribué, de quelque manière que ce soit, aux opérations de guerre de l'expédition punitive organisée par les puissances occidentales pour réprimer la révolte des Boxers et pour protéger les différentes ambassades européennes à Pékin en 1900.
Au total, 2 325 exemplaires de cette médaille ont été émis, ce qui est considéré comme l'une des plus rares dans le monde de la collection italienne aujourd'hui. Il a été frappé par la Monnaie de Rome et d'autres entreprises ayant obtenu le contrat correspondant.
Le décret fondateur a été abrogé en 2010.

## Contexte historique
Le soulèvement des Boxers était un mouvement anticolonialiste et antichrétien de la « Société de la justice et de la concorde » (Yìhétuán) (connu sous le nom de « Boxer » en anglais), qui s'est déroulé en Chine entre novembre 1899 et le 7 septembre 1901.
Le soulèvement était une réaction à l'expansion impérialiste qui comprenait les marchands d'opium européens, l'invasion politique, la manipulation économique et l'évangélisation missionnaire. En 1898, des organisations locales se sont rebellées dans le Shandong en réponse à l'expansion impérialiste et à des problèmes internes tels que la crise fiscale de l'État et les catastrophes naturelles. Dans un premier temps, ils ont été réprimés par la dynastie Qing, mais cette dernière a ensuite tenté de libérer la Chine de l'influence étrangère. Avec le slogan « 扶清灭洋 » (Soutenir les Qing, détruire les étrangers), les Boxers ont attaqué les colonies de missionnaires dans tout le nord de la Chine. Plusieurs milliers de Chinois chrétiens ont été tués car ils étaient considérés comme responsables de la domination étrangère en Chine.
Les puissances étrangères dont les intérêts commerciaux en Chine étaient menacés ne tardèrent pas à agir. Dès la fin du mois de mai 1900, des navires anglais, italiens et américains étaient à l'ancre à Taku, le port le plus proche de Pékin, et un premier contingent armé de 75 Français, 75 Russes, 75 Britanniques, 60 Américains, 50 Allemands, 40 Italiens et 30 Autrichiens était en marche vers Pékin.
En juin 1900, des combattants Boxers, munis d'armes légères ou non, se sont rassemblés à Pékin pour assiéger les ambassades étrangères; 230 étrangers ont été tués, dont de nombreux diplomates. Le 21 juin, le parti conservateur de la Cour impériale incite l'impératrice douairière Cixi, qui règne au nom de l'empereur, à déclarer la guerre aux puissances étrangères qui ont une représentation diplomatique à Pékin. Les diplomates étrangers, les civils, les militaires et certains chrétiens chinois se sont retirés dans le quartier des légations où ils sont restés pendant 55 jours jusqu'à ce que, le 14 août 1900, l'Alliance des huit nations amène 20 000 soldats armés qui ont envahi et occupé Pékin.
L'Alliance des Huit Nations est responsable du pillage de nombreux objets historiques d'origine chinoise, tels que ceux trouvés dans le palais d'Été, et est à l'origine de l'incendie de nombreux bâtiments chinois importants dans le but de mettre en déroute les rebelles Boxers.
L'impératrice douairière Cixi, l'empereur et les hauts fonctionnaires fuient le palais impérial pour Xi'an et envoient Li Hongzhang pour des négociations de paix.
Le 5 juillet 1900, le parlement italien autorise la création d'un corps de secours d'environ 2 000 personnes, sous le commandement du colonel Vincenzo Garioni.
Le protocole Boxer du 7 septembre 1901 met fin à la révolte et prévoit des punitions sévères, dont une compensation de 67 millions de livres sterling (450 millions de taels d'argent, à payer sur 39 ans) aux huit nations impliquées.
La dynastie Qing a été grandement affaiblie et a finalement été renversée par la révolution de 1911 qui a conduit à la création de la république de Chine.

## Insigne

### Médaille
La médaille consiste en un disque de bronze de 32 mm de diamètre portant :
- sur l'avers : le visage de Victor Emmanuel III tourné vers la gauche, entouré de l'inscription « VITTORIO EMANUELE III RE D'ITALIA », sous le cou du roi la marque « Regia Zecca » ;
- au verso : l'inscription « CHINE 1900-1901 », sur deux lignes, entourée d'une couronne formée de deux branches de laurier, attachée en bas par un ruban.

### Ruban
La médaille devait être portée sur le côté gauche de la poitrine, avec un ruban de soie de 37 mm de large, jaune-or, avec des ourlets bleus de 3 mm de large et traversé par deux lignes verticales, également bleues, de 5 mm de large et espacées de 10 mm.
La mesure institutive, qui ne permettait pas de porter le ruban sans la médaille, a été modifiée par le décret royal n° 470 du 29 juillet 1906, qui permettait au contraire de ne porter que le ruban.

### Barrette
Une barrette en argent portant la devise « CHINA 1900-1901 » doit être apposée sur le ruban. Cette barrette a été instituée par le décret royal n° 96 du 15 mars 1908 pour distinguer cette médaille de celle décernée en 1903 pour les services rendus en Extrême-Orient après la fin du conflit.

## Variante "CINA"
Par décret royal n° 176 du 23 avril 1903, une variante de la médaille, portant uniquement l'inscription « CHINA » sans les millièmes, a été accordée aux militaires de la marine et de l'armée de terre ainsi qu'au personnel civil agrégé ayant servi en Chine après le 31 décembre 1901, à condition qu'ils soient déclarés « sur le pied de guerre ».
Le décret royal n° 195 du 21 avril 1904 ayant déclaré que les militaires de la Royal Navy envoyés en Corée à partir du 9 janvier 1904 étaient « sur le pied de guerre », ils avaient également droit à la médaille.
Au total, 736 prix ont été décernés.
Avec le décret royal n° 96 de 1908 précité, outre l'institution de la barrette, le droit de porter la médaille a été déclaré caduc pour les militaires servant en Chine ou en Corée après le 31 mars 1908.

## Versions étrangères
L'empereur Guillaume II d'Allemagne a suggéré la création d'une médaille commune aux pays membres de l'Alliance des huit nations pour commémorer la campagne de Chine, mais cette idée s'est heurtée à l'opposition de la France et de la Grande-Bretagne, de sorte que chacune des huit nations, à l'exception de l'Autriche-Hongrie, a créé sa propre médaille.

### France
- Médaille commémorative de l'expédition de Chine.

### États-Unis
- China Campaign Medal (médaille de la campagne de Chine) - U.S. Army
- China Relief Expedition Medal (médaille de l'expédition de secours en Chine) - U.S. Navy et United States Marine Corps.

### Japon
- Medaglia della ribellione dei Boxer (médaille de la rébellion des Boxeurs)

Par l'édit impérial n° 142 du 21 avril 1901, une médaille commémorative a été créée pour ceux qui avaient participé à l'expédition de secours aux légations de Pékin pendant la rébellion des Boxers.

### Royaume-Uni
- Third China War Medal (troisième médaille de la guerre de Chine).

### Allemagne
- China-Denkmünze

### Autriche-Hongrie
- Elle n'a pas établi de médailles.

### Russie
- Elle a été instituée par Nicola II, en argent et en bronze.

## Sources
- (it) Cet article est partiellement ou en totalité issu de l’article de Wikipédia en italien intitulé « Medaglia commemorativa della campagna in Cina » (voir la liste des auteurs).